# Bandiera del Molise

Bandiera del Molise

La bandiera della Regione Molise è un drappo azzurro contenente lo stemma regionale e, sottostante, la denominazione istituzionale.
È mutuata dal gonfalone regionale e, al pari di quest'ultimo, è un vessillo de facto, privo di riconoscimento normativo.
Fu introdotta negli anni 1980: originariamente era declinata in bicromia bianco-blu, con lo scudo privo della coloritura rossa. La versione con lo stemma nei suoi colori effettivi (rosso e argento) venne creata nel 1995 per rispondere alla richiesta del presidente della Repubblica Oscar Luigi Scalfaro, che il 4 novembre volle esporre tutti i vessilli regionali d'Italia al palazzo del Quirinale.

Prima versione della bandiera (1980)